# Canton de Seyssel (Ain)
Pour les articles homonymes, voir Canton de Seyssel.
Le canton de Seyssel est une ancienne division administrative française, située dans le département de l'Ain en région Auvergne-Rhône-Alpes.

## Géographie
Le canton de Seyssel, situé sur la rive droite du Rhône, était strictement homonyme avec l'autre canton de Seyssel, situé sur la rive gauche, dans le département de la Haute-Savoie, et dont le chef-lieu était la commune de Seyssel. Les cantons, de même que leurs chefs-lieux respectifs, étaient limitrophes.
Ce canton était organisé autour de Seyssel dans l'arrondissement de Belley. Son altitude variait de 226 m pour Culoz à 1 524 m pour Anglefort, avec une moyenne de 322 m.

## Histoire

Localisation du canton dans l'Ain avant 2015

- De 1833 à 1848, les cantons de Seyssel (Ain) et de Champagne-en-Valromey avaient le même conseiller général. Le nombre de conseillers généraux était limité à 30 par département[1].
- Conformément au décret du 13 février 2014[2], en application de la loi du 17 mai 2013 prévoyant le redécoupage des cantons français, le canton de Seyssel disparaît à l'issue des élections départementales de mars 2015. Il est englobé dans le canton d'Hauteville-Lompnes, à l'exception de la commune de Chanay, réunie au canton de Bellegarde-sur-Valserine.

## Représentation

### Conseillers généraux de 1833 à 2015
| Période       | Période          | Identité                                       | Étiquette                | Qualité |
| ------------- | ---------------- | ---------------------------------------------- | ------------------------ | --- |
| 1833          | 1836             | Claude Anthelme Garin de Lamorflan (1784-1855) |                          | Avocat Maire de Yon                                                                                               |
| 1836          | 1871 (décès)     | Claude Louis Montanier de Belmont              |                          | Conseiller-maître à la Cour des Comptes Directeur du mouvement général des Fonds au ministère des Finances, Paris |
| 1871          | 1907             | Honoré Giguet                                  | Républicain Progressiste | Avocat et propriétaire Député (1883-1900) sénateur (1900-1912) de l'Ain, maire de Corbonod                        |
| 1907          | 1913             | Claude Truffet                                 | Rad.                     | Docteur-médecin à Seyssel                                                                                         |
| 1913          | 1936             | Édouard Giguet                                 | FR-Rad.ind.              | Propriétaire Maire de Corbonod Président de la Chambre d'agriculture                                              |
| 1937          | 1940             | Aimé Quinson                                   | SFIO                     | Contrôleur des Postes Député (1936-1942)                                                                          |
|               |                  |                                                |                          | |
| 1945          | 1946 (démission) | René Clair                                     | PCF puis DVG             | Comptable - Maire de Culoz                                                                                        |
| 14 avril 1946 | 1955             | François Domps (1893-1977)                     | SFIO                     | Cultivateur Maire d'Anglefort (1945-1971)                                                                         |
| 1955          | 1961             | Honoré Godet                                   | DVD                      | Quincaillier, maire de Culoz (1953-1965)                                                                          |
| 1961          | 1967             | François Broisin                               | SE                       | Maire de Seyssel                                                                                                  |
| 1967          | 1992             | Marcel Gache (1913-2004)                       | FGDS puis PS             | Instituteur, maire de Culoz (1965-1983)                                                                           |
| 1992          | 2011             | René Ailloud                                   | DVD puis UMP             | Contrôleur à la DDE, maire de Culoz (1995-2008)                                                                   |
| 2011          | 2015             | Christophe Bérardi                             | PS                       | Chef d'entreprise, conseiller municipal de Culoz                                                                  |

### Conseillers d'arrondissement (de 1833 à 1940)
| Période                                  | Période      | Identité                                                         | Étiquette   | Qualité |
| ---------------------------------------- | ------------ | ---------------------------------------------------------------- | ----------- | --- |
| 1833                                     | 1836         | Anthelme Genolin (1766-1847)                                     |             | Médecin, maire de Seyssel                                                                                   |
| 1836                                     | 1839         | Comte puis Marquis Henry Étienne Bernard de Sassenay (1805-1872) | Royaliste   | Propriétaire des mines d'asphalte et du château de Pyrimont, à Chanay                                       |
| 1839                                     | 1852         | Claude Giguet                                                    |             | Juge de paix, propriétaire, maire de Corbonod                                                               |
| 1852                                     | 1871         | Camille Genolin                                                  |             | Juge de paix à Seyssel                                                                                      |
| 1871                                     | 1883         | Jean Mollet                                                      |             | Propriétaire, maire de Seyssel                                                                              |
| 1883                                     | 1898         | Paul Prost                                                       | Républicain | Pharmacien, maire de Culoz                                                                                  |
| 1898                                     | 1905 (décès) | Antoine Dépigny                                                  | Républicain | Maire de Seyssel                                                                                            |
| 1905                                     | 1913         | Édouard Giguet                                                   |             | Propriétaire à Corbonod                                                                                     |
| 1913                                     | 1919         | Joseph Rothonod (1845-1920)                                      |             | Minotier, maire d'Anglefort                                                                                 |
| 1919                                     | 1927 (décès) | Aristide Jean Falconnier (1872-1927)                             |             | Cafetier à Culoz                                                                                            |
| 1927                                     | 1940         | Alphonse Bornard                                                 | Radical     | Maire de Chanay                                                                                             |
| 1940                                     |              |                                                                  |             | Les conseils d'arrondissement ont été suspendus par la loi du 12 octobre 1940 et n'ont jamais été réactivés |
| Les données manquantes sont à compléter. |              |                                                                  |             | |

Source : Journal Le Courrier de l'Ain sur le site des archives départementales.

## Composition
Le canton de Seyssel regroupait cinq communes :
| Nom                 | Code Insee | Intercommunalité              | Population (dernière pop. légale) |
| ------------------- | ---------- | ----------------------------- | --------------------------------- |
| Seyssel (chef-lieu) | 01407      | CC Usses et Rhône             | 981 (2014)                        |
| Anglefort           | 01010      | CC Usses et Rhône             | 1 142 (2014)                      |
| Chanay              | 01082      | CC Terre Valserhône l'interco | 648 (2014)                        |
| Corbonod            | 01118      | CC Usses et Rhône             | 1 236 (2014)                      |
| Culoz               | 01138      | CC Bugey Sud                  | 3 029 (2014)                      |

## Démographie
| 1962  | 1968  | 1975  | 1982  | 1990  | 1999  | 2006  | 2011  | 2012  |
| ----- | ----- | ----- | ----- | ----- | ----- | ----- | ----- | ----- |
| 5 153 | 5 358 | 5 611 | 5 440 | 5 394 | 5 663 | 6 436 | 6 705 | 6 798 |